# Platyrinchus cancrominus
El picoplano rabón (Platyrinchus cancrominus), conocido también como mosquero o mosquerito pico chato (en México), picochato rabón (en México), piquichato chingo (en Honduras), piquichato mexicano (en México), piquichato norteño (en Nicaragua y Costa Rica) o picochato colicorto (en Panamá), es una especie de ave paseriforme de la familia Tyrannidae, perteneciente al  género Platyrinchus. Es nativo de Centroamérica y México.

## Distribución y hábitat
Se distribuye desde el sureste de México (desde el sur de Veracruz, Oaxaca, Tabasco, Chiapas y península de Yucatán) hacia el sur por Belice, Guatemala, El Salvador, Honduras, Nicaragua y oeste de Costa Rica; recientemente encontrado también en el noroeste de Panamá (Bocas del Toro).
Esta especie es considerada bastante común en su hábitat natural: los niveles bajo y medio del sotobosque de selvas húmedas, bosques semi-caducifolios, bosques en galería y bosques secos; desde el nivel del mar hasta los 1300 m de altitud (hasta los 1500 m en México).

## Sistemática

### Descripción original
La especie P. cancrominus fue descrita por primera vez por los zoólogos británicos Philip Lutley Sclater y Osbert Salvin en 1860 bajo el nombre científico Platyrhynchus cancrominus; la localidad tipo es: «"Verae Pacis" (Verapaz), Guatemala».

### Etimología
El nombre genérico masculino «Platyrinchus» se compone de las palabras del griego «πλατυς platus»: ‘ancho’, y «ῥυγχος rhunkhos»: ‘pico’; y el nombre de la especie «cancrominus» es extraído del sinónimo anterior Platyrhynchus cancromus.

### Taxonomía
Las formas propuestas P. cancrominus dilutus (W. Miller & Griscom, 1925) y P. cancrominus timothei Paynter, 1954 son consideradas indistinguibles de la nominal.